# St. Rasso (Untergammenried)

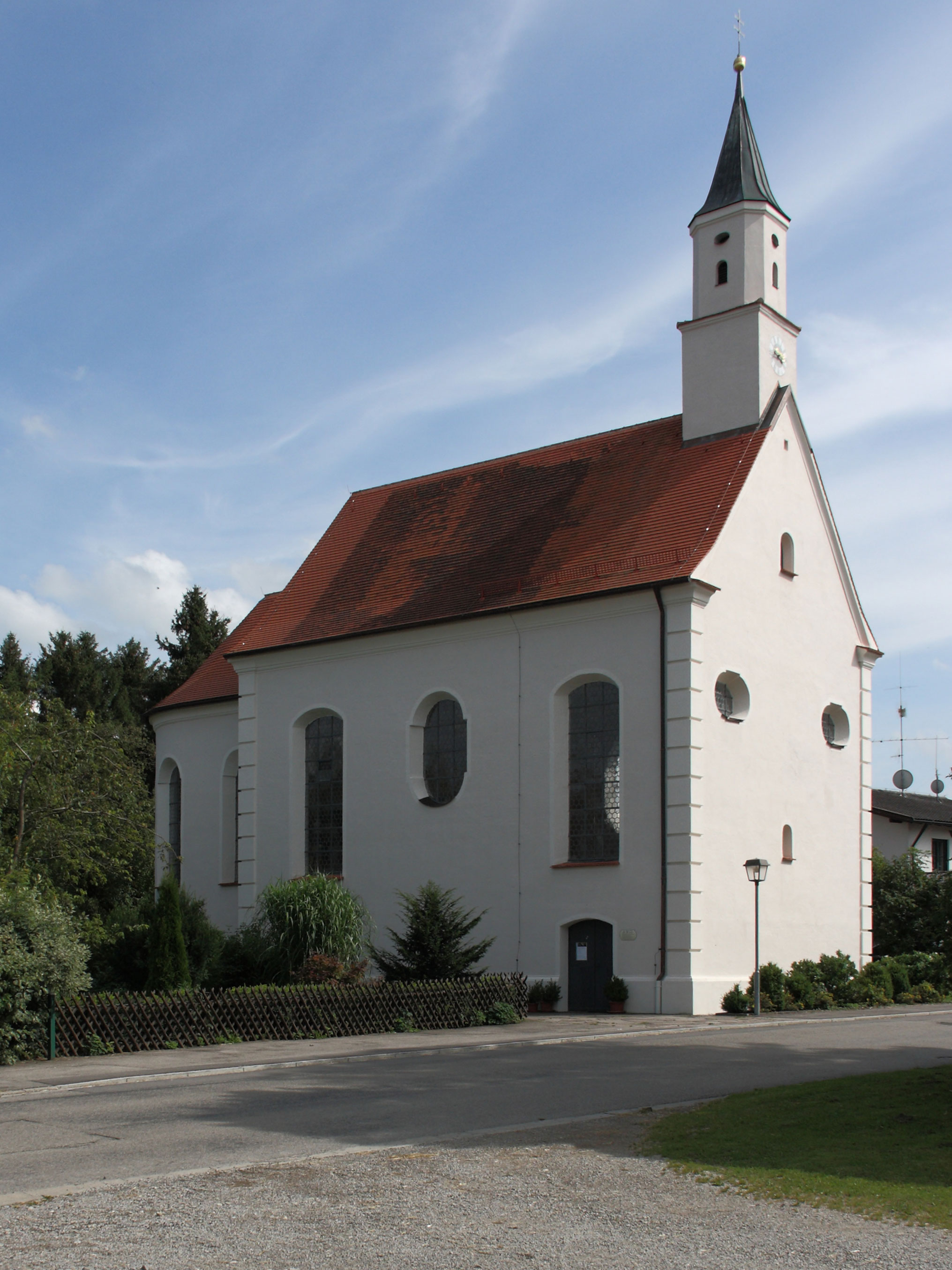
St. Rasso in Untergammenried

St. Rasso ist eine römisch-katholische Wallfahrtskirche im oberschwäbischen Untergammenried, einem Ortsteil von Bad Wörishofen. Sie liegt mitten im Weiler an der Ostseite der Straße. Sie ist eine Filialkirche der Pfarreiengemeinschaft Bad Wörishofen im Dekanat Mindelheim des Bistums Augsburg.

## Geschichte
Die Kapelle wurde von den Gebrüdern Georg und Sebastian Zillober (auch Zihlober genannt), zwei alten unverheirateten Bauern des Weilers Untergammenried und Georg Huber, ebenfalls Bauer, im Jahre 1714 erbaut. Den beiden Brüdern soll im Traum ein Bild des heiligen Rasso erschienen sein, dem sie das Patrozinium der Kapelle anvertrauten. Aus Grafrath, einem alten Rasso-Wallfahrtsort in Oberbayern, erhielten sie ein Bild des Heiligen, das in den Altar eingefügt wurde. Im Jahre 1716 erhielt die Kapelle die licentia celebrandi, Weihbischof Johann Jakob von Mayr konsekrierte sie am 13. September 1723. Bereits damals befanden sich  viele Votivtafeln an den Wänden. Wegen des großen Zuspruches der Wallfahrt in Untergammenried wurde die Kapelle größer neu erbaut. Die Pläne unterstützten vor allem der Wörishofener Amtspfleger Johann Joseph Hechenrieder, Pfarrer Franz Joseph Anton Schönagl aus Wörishofen und die Priorin des Augsburger Katharinenklosters, Freifrau von Bodmann. Die Priorin erwirkte beim Bischof in Augsburg die Erlaubnis für den Neubau und schenkte der Gemeinde eine Rasso-Reliquie, die sie vom Propst von Diessen aus Grafrath erhalten hatte. Die drei Bauern, die bereits die erste Kapelle errichtet hatten, trugen wiederum einen Teil der Kosten des Neubaus. Ulrich Huber stellte den Bauplatz, seinen Garten, zur Verfügung. Der Grundstein der Wallfahrtskirche wurde am 13. Juni 1746 von zwei Ratsherren aus dem nahen Mindelheim gelegt. Sie überbrachten auch eine Spende der Mindelheimer Bürgerschaft. Am 19. Juni 1747 wurde das erste Rasso-Fest in der Kirche gefeiert. Der Weihbischof Franz Xaver Adelmann von Adelmannsfelden konsekrierte die Kirche am 13. Oktober 1756. In den Jahren von 1807 bis 1814 war sie gesperrt, 1855 erfolgte eine umfangreiche Renovierung. Hierbei wurde die Farbgebung vor allem der Ausstattungsgegenstände verfälscht. Außen wurde sie 1970 renoviert, innen wenig später.

## Baubeschreibung

### Inneres

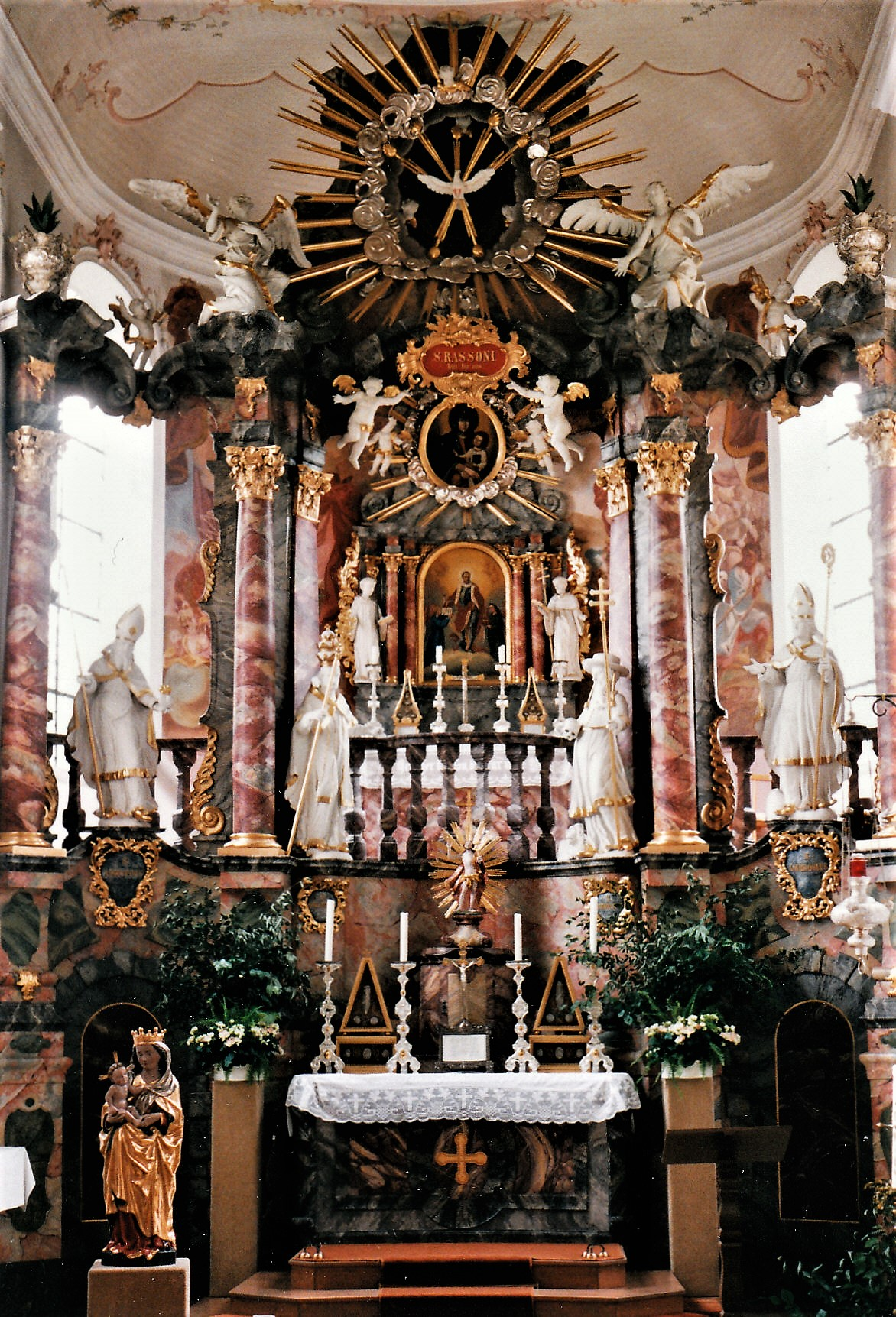
Der Hoch- und Choraltar der Kirche

Der Chor ist eingezogen und besitzt einen halbrunden Schluss. Auf etwa zwei Meter Höhe befinden sich beiderseits vom Altaraufbau unterbrochene Profilgesimse. Im Norden und Süden berühren etwa einen halben Meter darüber die Scheitel je eines rundbogigen Fensters das profilierte Gesims unter der Kehle der Flachdecke. Nach den östlichen Fenstern beginnt bereits die Chorschlussrundung. In der Westachse befinden sich beiderseits unten Stichbogenblenden. Der Chorboden ist um eine Stufe erhöht. Der einspringende Chorbogen besitzt mit der Laibung vorgelegte Pilaster und Gebälkstücke sowie einen halbrunden Schluss. Das Langhaus ist saalartig gestaltet. Die Ostecken und die drei Achsen sind abgerundet. In den äußeren Achsen befinden sich Stichbogenfenster der gleichen Art wie im Chor und in der Mittelachse beiderseits unten Rundbogenblenden mit Figuren. Kleinere Fenster in der Höhe sind oben und unten eingezogen und schließen rundbogig. Die Wandgliederung im Langhaus bilden Pilaster und ein Gesims in gemalter Ausführung. Zwei Emporen im Westen sitzen auf je zwei Holzpfeilern, von denen die unteren  bereits erneuert wurden. Die Brüstungen mit übereckgestellten Vierkantbalustern schwingen konkav-konvex-konkav vor und umschließen einen innen vor die Mitte der Westwand gesetzten querovalen Einbau für die Emporentreppe. Dieser ist zugleich der Unterbau des Turmes. In die Ostseite des Einbaues tritt man durch eine Rechtecktür. In der Westwand zu beiden Seiten des Turmunterbaues befinden sich unten Stichbogenblenden und über der zweiten Empore querrechteckige Fenster mit eingezogenen, rundbogigen Vertikalseiten. Die Stichbogenportale an der Westachse beider Längswände besitzen rautenförmig aufgedoppelte Türblätter und Beschläge. Die Spiegeldecke befindet sich über einem gemalten Gesims.

### Äußeres
Das profilierte Traufgesims ist über der gemauerten Quaderung an den vier Langhausecken verkröpft. Im Chorscheitel unter der Galerie des doppelgeschossigen Hochaltars befindet sich eine Stichbogentür zur Sakristei und südlich davon ein querrechteckiges Fenster. An der Westseite beleuchten auf etwa einem Drittel der Höhe und im Giebel kleine Rundbogenfenster den Emporenaufgang. Über dem Giebel mit profilierten Schrägen sind an den Hauptseiten kleine Rundbogenöffnungen und darüber  Querovallöcher angebracht. Der Spitzhelm ist mit Blech gedeckt.

## Ausstattung

### Stuck
Der Stuck der Kirche wurde um 1747 geschaffen. Ein leicht querovales Gemäldefeld an der Chordecke besitzt einen Profilrahmen und ringsum lockeres Rocailledekor mit Bandelwerk und Blumenketten. Den Fuß und den Scheitel der Laibung des Chorbogenschlusses schmücken Rocaillen, die sich an den korinthisierenden Kapitellen der Chorbogenpilaster fortsetzen.

### Fresken

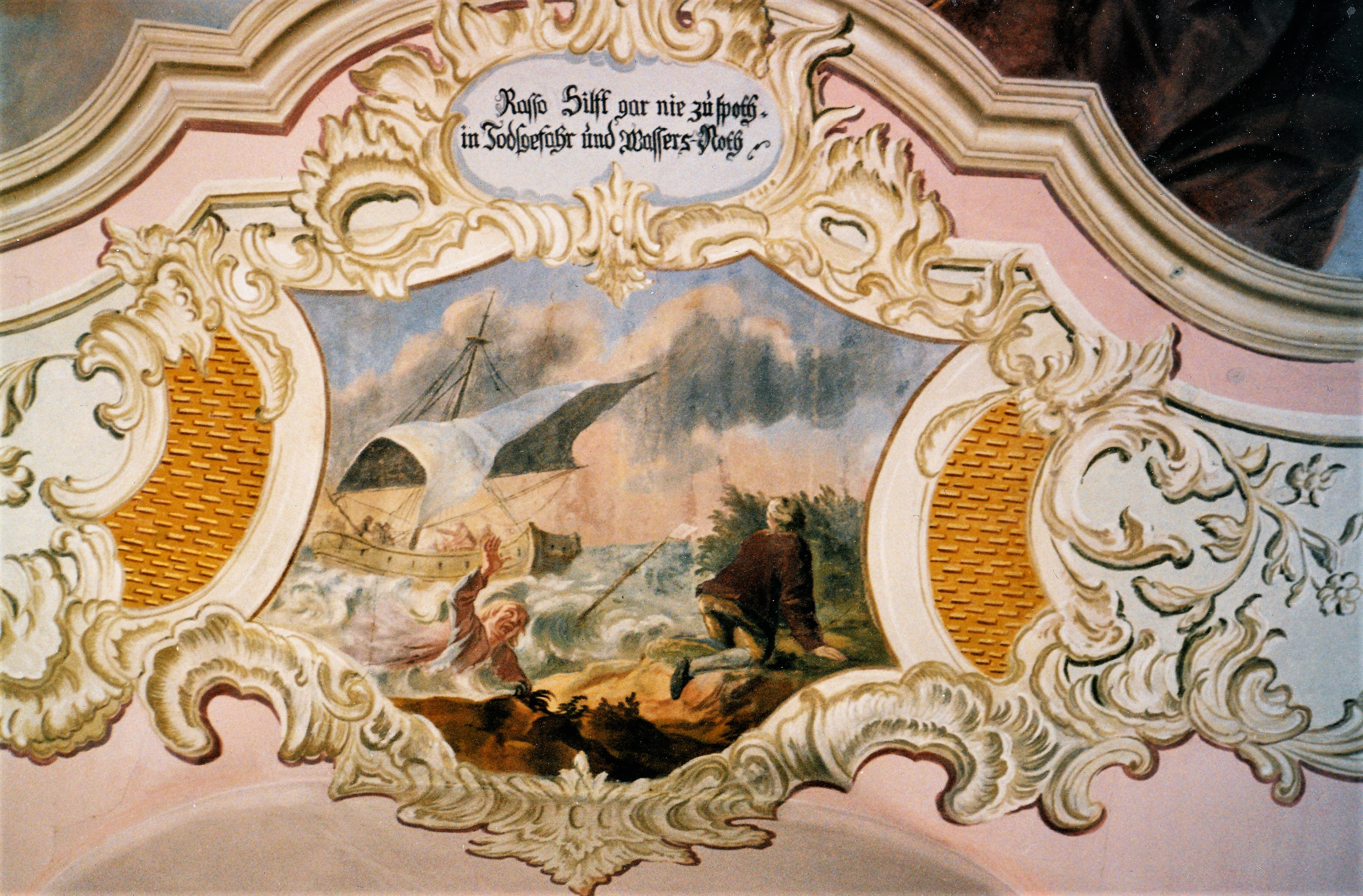
Rasso hilft gegen die Gefahren des Wassers

Die Fresken der Kirche schuf Joseph Hartmann im Jahre 1747. An der Chordecke ist der heilige Rasso in weißen Priestergewändern in der Glorie als Fürbitter der Notleidenden dargestellt. An der Chorschlusswand sind beiderseits des oberen Altars zwei Szenen mit 1747 und JOSEPH HART-/MANN/PINXIT bezeichnet. Sie zeigen links den heiligen Rasso als Augustiner-Chorherrn im Gebet. Über diesem schleudert ein Engel einen Blitz gegen den Teufel. Das rechte Bild zeigt Rasso als Feldherrn zu Pferde in der Schlacht gegen die Ungarn. Auf dem großen geschweiften Mittelfeld an der Langhausdecke begehrt der heilige Rasso vom Bayernherzog Heinrich seine Entlassung aus dem Kriegsdienst. Der Grund hierfür war der Bau eines Klosters, den der Engel über der Szene mit dem Plan einer Kirche symbolisiert. 
In den Kartuschen in den vier Scheiteln des Hauptbildes sind  mit den vier Elementen Nöte dargestellt, in denen der heilige Rasso helfen soll. Das östliche Bild stellt mit Schnittern auf dem Weg zum Kornfeld den Bezug zur Erde her. Die Inschrift lautet: Die Liebe Frücht der Erden,/Durch dich Erhalten Werden. Das südliche Fresko, die Hilfe gegen Feuer darstellend, zeigt eine weinende Familie vor einem brennenden Haus, in das der Blitz eingeschlagen hat mit der Inschrift: Vor Donner, Hagel, schaur und Blitzen/Wird, die Vertruen, Rasso Schitzen. Die nördliche Kartusche symbolisiert die Gefahren aus der Luft. Ein Mann hält sich im Sturm an einem Baumstamm fest, ein zweiter bittet den heiligen Rasso um Hilfe. Zu diesem Fresko gehört die Inschrift: Bey Saus und braus, der Stürm, Winden,/Durch Rasso Kanst du Hilff finden. Ein Schiff in Seenot auf dem westlichen Bild deutet Rassos Hilfe gegen die Bedrohungen des Wassers an mit der Inschrift: Rasso Hilft gar nie zu spoth/in Todsgefahr und Wassers-Noth.

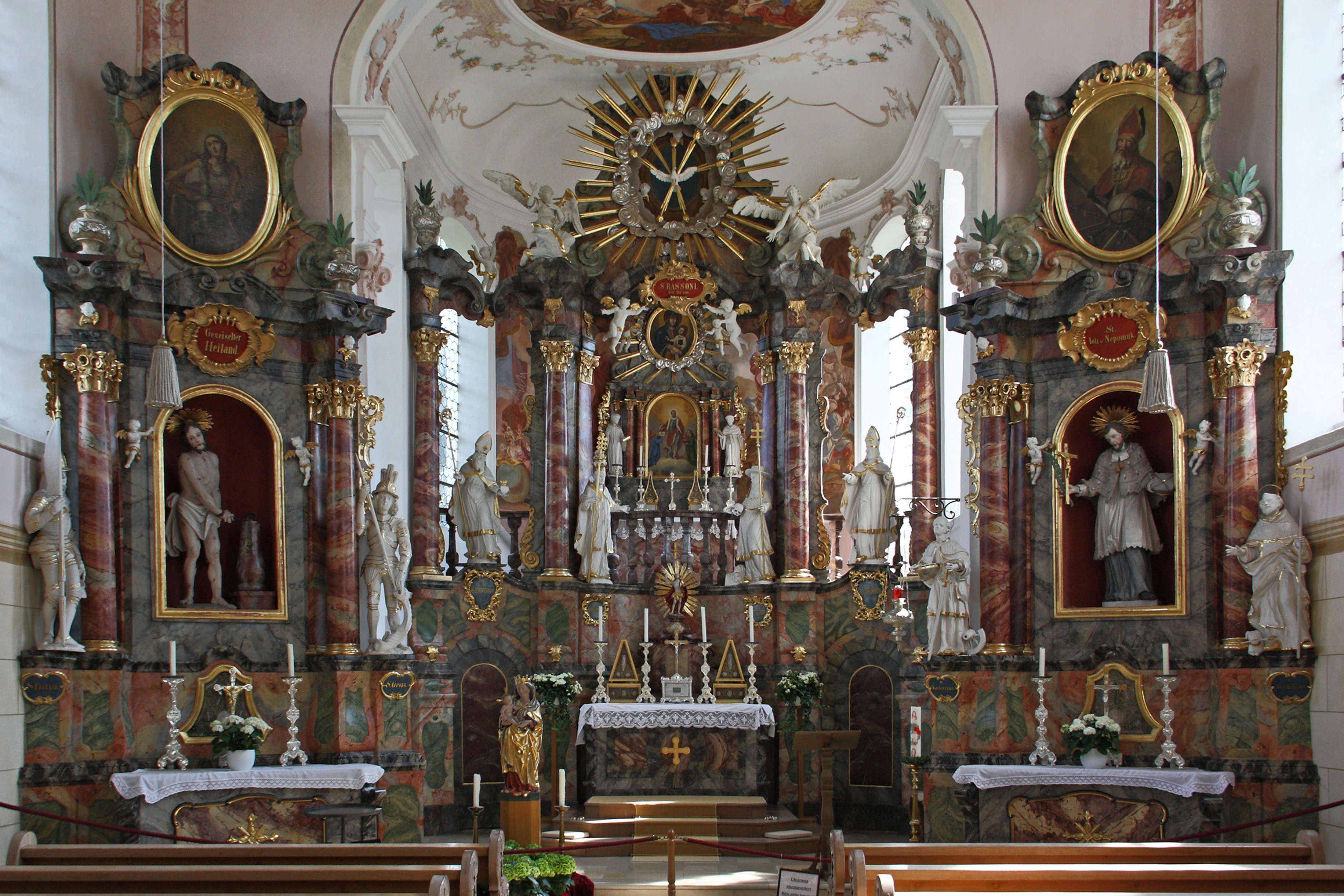
Die drei Altäre

### Altäre
Die drei Altäre der Kirche stammen aus der Mitte des 18. Jahrhunderts. Sie bestehen aus in ockergelben, braunen, grauen und olivgrünen Tönen gefasstem Holz.